# Objet du ciel profond
En astronomie, les objets du ciel profond sont les objets du ciel nocturne autres que ceux du Système solaire (les planètes, les comètes et les astéroïdes), les étoiles simples et les étoiles multiples.
Généralement ces objets ne sont pas visibles à l'œil nu, mais les plus brillants d'entre eux peuvent être vus avec un petit télescope ou même avec de bonnes jumelles.

## Liste des objets du ciel profond
Ces objets sont les suivants :
- Amas stellaires
  - Amas ouverts
  - Amas globulaires
- Nébuleuses
  - Nébuleuses diffuses
    - Nébuleuses en émission
    - Nébuleuses par réflexion

  - Nébuleuses planétaires
  - Nébuleuses obscures
- Galaxies
- Amas de galaxies
- Quasars

Le catalogue de Messier regroupe 110 de ces objets et le New General Catalogue en contient près de 8 000.
Ces catalogues ainsi que d'autres plus spécialisés, tel que le Uppsala General Catalogue,
sont actuellement surtout utilisés par les astronomes amateurs comme de simples
collections d'objets à observer ou pour tester leur équipement et leur habileté d'observation.

## Activités
Le marathon Messier consiste à observer en une seule nuit les 110 objets du catalogue, ce qui est seulement possible en mars ou en avril.
Dans la même veine, mais beaucoup plus difficile et destiné à de plus grands télescopes, il existe les 400 de Herschel ; c'est-à-dire l'observation d'une sélection de 400 objets provenant d'un catalogue compilé par William Herschel.